# Miguel de Azcuénaga
Miguel Ignacio de Azcuénaga y Basavilbaso (Buenos Aires, 4 giugno 1754 – Buenos Aires, 19 dicembre 1833) è stato un politico e militare argentino.

## Biografia
Compì gli studi a Malaga e a Siviglia poi, nel 1773, una volta rientrato a Buenos Aires, s'arruolò nell'esercito con il grado di sottotenente di artiglieria. Negli anni seguenti venne inviato nella Banda Oriental a combattere i portoghesi. Nel 1779 fu nominato reggente del cabildo di Buenos Aires.
Fu promosso colonnello nel 1802 e messo a capo del battaglione dei Volontari di Fanteria di Buenos Aires. Prese parte attivamente ai combattimenti durante le invasioni inglesi del 1806 e del 1807. Nelle giornate della rivoluzione di maggio del 1810 Azcuénaga fu uno dei principali sostenitori della causa indipendentista tanto da essere eletto membro votante della Prima Giunta. In quanto militare gli fu affidato l'incarico di allestire ed addestrare una milizia per difendere Buenos Aires da eventuali attacchi.
Nel 1811 in seguito al golpe interno alla Giunta guidato da Cornelio Saavedra, Azcuénaga, che era un seguace del defunto Mariano Moreno, fu costretto all'esilio nella provincia di San Juan ed in quella di Mendoza. Rientrato nella sua città natale dopo la caduta del primo triumvirato nell'ottobre 1812, ricoprì diversi incarichi tra cui quello di governatore militare di Buenos Aires. Fu tra i firmatari nel 1816 della dichiarazione d'indipendenza.
Nel 1818 Azcuénaga fu nominato capo di stato maggiore. L'anno seguente partecipò al congresso di Tucumán che sanzionò la costituzione unitaria che non entrò mai in vigore.
Al termine della guerra con il Brasile nel 1828 fece parte della delegazione argentina che firmò la pace. L'anno seguente fu espulso da Buenos Aires per ordine del caudillo unitario Juan Lavalle.
Negli ultimi anni della sua vita fu nominato deputato della provincia di Buenos Aires. I suoi resti riposano nel cimitero della Recoleta.

## Eredità
Azcuénaga ereditò dalla moglie una proprietà posta lungo le rive del Río de la Plata, ad una quindicina di chilometri a nord-ovest di Buenos Aires. Quando morì la tenuta andò al figlio il quale incaricò l'amico Prilidiano Pueyrredón di costruirvi una residenza estiva. Con il passare degli anni la proprietà passò nelle mani di vari eredi sino a quando l'ultimo di questi, Carlos Villate Olaguer, scapolo e senza figli, scrisse nelle sue volontà testamentali che la tenuta sarebbe stata donata allo stato argentino affinché vi risiedesse il presidente durante il suo mandato. Oggigiorno quella casa è nota come Quinta de Olivos ed è la residenza ufficiale del presidente dell'Argentina.